# Cause for Conflict
Albums de Kreator
Renewal
(1992) Scenarios of Violence
(1996)
Cause for Conflict est le septième album studio du groupe de thrash metal allemand Kreator. L'album est sorti en 1995 sous le label G.U.N. Records.
Cet album reprend le concept de son prédécesseur, Renewal, en mélangeant au thrash metal du groupe des influences et éléments de metal industriel. Cependant, Cause for Conflict se rapproche un peu plus du thrash metal habituel de Kreator car il inclut également des éléments de groove metal, donnant un son se rapprochant d'assez près de celui de certains albums de Sepultura.
La version japonaise de l'album, qui est sortie en Digipak, contient un titre en plus. Il s'agit du titre State Oppression, qui est à l'origine écrit et joué par le groupe de punk hardcore italien Raw Power. La version japonaise de l'album est vendue dans une boite en metal, et non une pochette.
Il s'agit du premier album de Kreator enregistré avec le bassiste Christian Giesler dans la formation.

## Musiciens
- Mille Petrozza - Chant, Guitare
- Frank "Blackfire" Gosdzik - Guitare
- Christian Giesler - Basse
- Joe Cangelosi - Batterie

## Liste des morceaux
1. Prevail – 3:59
2. Catholic Despot – 3:23
3. Progressive Proletarians – 3:24
4. Crisis of Disorder – 4:17
5. Hate Inside Your Head – 3:39
6. Bomb Threat – 1:47
7. Men Without God – 3:46
8. Lost – 3:35
9. Dogmatic – 1:27
10. Sculpture of Regret – 2:59
11. Celestial Deliverance – 3:15
12. Isolation – 11:54
13. State Oppression - 1:39